# Мајатан
Мајатан (мај. Màaya t'àan, „језик Маја“) или јукатански језик Маја (шп. Maya yucateco) је један од језика Маја, који се говори на полуострву Јукатану, у северном Белизеу и северној Гватемали. Њиме данас говори око 800.000 људи. 

## Историја језика и писмо
Језик мајатан се развио из класичног језика маја. Пре шпанске инвазије мајатан је записиван мајанским писмом, које су користили и други мајански народи. Од времена шпанске инвазије, мајатан се записује латиницом. Традиционални правопис је реформисан у 20. веку. 

## Фонологија
Мајатан има пет самогласника, који могу бити кратки и дуги: a-e-i-o-u (aa-ee-ii-oo-uu као дуги).
За разлику од других језика маја мајатан је тонални језик и познаје пет различитих висина акцената. Ову особину језик је, вероватно, стекао кроз историју, тј. остали маја језици је никад нису ни имали. 
Карактеристика језика маја и овог језика је употреба ејектива, који се у писању означава апострофом, на пример k'ux k'a k'al (напољу је вруће). 
Мајатан има следеће сугласнике:
|            | билабијални | билабијални | алвеоларни | алвеоларни | палатални | палатални | веларни | веларни  | глотални |   |
| ---------- | ----------- | ----------- | ---------- | ---------- | --------- | --------- | ------- | -------- | -------- | - |
| нормално   | имплозив    | нормално    | ејектив    | нормално   | ејектив   | нормално  | ејектив | нормално |          |   |
| плозиви    | p / b       | p'          | t          | t'         |           |           | k       | k'       | '        |   |
| африкате   |             |             | ts         | ts'        | ch        | ch'       |         |          |          |   |
| фрикативи  |             |             | s          | s          | x         | x         |         |          | h        | h |
| назални    | m           | m           | n          | n          |           |           | n(k)    | n(k)     |          |   |
| ликвидни   |             |             | l          | l          |           |           |         |          |          |   |
| полувокали |             |             |            |            | y         | y         | w       | w        |          |   |

## Граматика и синтакса
Мајатан је, као и други језици маја, аглутинативан језик, у коме се користе префикси и суфикси. То је и ергативни језик.
Уобичајен ред речи је субјекат-предикат-објекат. Систем бројева се заснива на броју 20 као основи система, али су данас бројеви преко 4 или 5 отишли у заборав и уместо њих се користе шпанске речи. 